# Congrogadus hierichthys
Congrogadus hierichthys är en fiskart som beskrevs av Jordan och Richardson, 1908. Congrogadus hierichthys ingår i släktet Congrogadus och familjen Pseudochromidae. IUCN kategoriserar arten globalt som livskraftig. Inga underarter finns listade i Catalogue of Life.